# Inga Habiba
Inga Habiba (ur. 25 marca 1973 w Warszawie) – polska wokalistka i autorka tekstów.
Pochodzi z rodziny muzułmańsko–katolickiej. Mając 16 lat zaczęła śpiewać w nowofalowym zespole Nizam. Później przewinęła się przez składy takich grup jak: Monev czy Ahimsa. Od 1996 do chwili obecnej jest wokalistką zespołu Lorien. Od 2003 do 2009 nagrywała i występowała z zespołem One Million Bulgarians. Udzielała się również gościnnie na koncertach i płytach wielu innych wykonawców. Zajmuje się także własnym projektem muzycznym Habiba Project oraz jest wokalistką zespołu HabiArJan.

## Dyskografia
- Habiarjan "Jedyne serce" 2016

One Million Bulgarians
- Bezrobocie (Furia Musica, 2003)[2]
- Rocklad Jazzdy (Metal Mind Productions, 2006)[3]

Gościnnie
- Monev – Demo (1990)
- Ahimsa – Słońce świeci dla wszystkich (1991)
- Muzyka wiatru – Arka (1996)
- Carnal – Curse this Day (2003)[4]
- Minusband – Dziwności (2006)
- Zetorius - Totalizetor (2012)[5]
- Hidden By Ivy- Acedia (2015)